# Гошівський монастир
Василіянський монастир Преображення Господнього — греко-католицький монастир Чину св. Василія Великого в українському селі Гошеві Калуського району на Івано-Франківщині. Вважають однією із найвеличніших релігійних та історико-архітектурних святинь Західної України. Його щорічно відвідує кілька мільйонів прочан з різних країн Європи.

## Поява монастиря
Навколо питання виникнення Гошівського монастиря існують різні версії його заснування. Якщо врахувати, що перша письмова згадка про село Гошів припадає на 1464 р., то монастир в урочищі «Красний Ділок» (згодом — «Чорний Ділок»), як місце поселення кількох ченців-пустельників, міг існувати значно раніше. У пошуку кращих і вигідніших умов ченці масово переходили з одного монастиря до іншого, а деякі заселяли необжиті землі на певній віддалі від існуючих поселень.
Майже 5-столітня історія монастиря була дуже складною. 1570 року лицар коронного війська Кучулад побудував тут церкву і монастир, які на початку XVII століття спалили кримські татари. Вони також повбивали ченців.
У 1629 році власник (або державець) села Гошів Євстахій Шумлянський відбудував церкву і монастир у Чорному Ділку. Цей чоловік був великим жертводавцем, а незадовго до смерті й сам прийняв чернечий обіт.
У другій половині XVII століття монастир перенесено на Ясну Гору. Ймовірно, переселення монахів на нове місце було зумовлене черговою пожежею. Але й тут у 1762 році вогонь пожер монастирські будівлі. Аби все відновити, знову потрібні були кошти і шалені зусилля. Саме тоді ігумену Йосафатові Ленчевичу, згідно з його записами, з'явилася Божа Мати, яка втішила монаха і дала добру пораду щодо відбудови.
Зібравши кошти, почалася робота. 1771 року на Ясній Горі вже стояв монастир, а наступного року завершено відновлення церкви. Вона була невеликою, тож згодом, аби задовольнити духовні потреби віруючих, яких приходило сюди чимало, у 1842 році побудовано більший храм. Він стоїть тут і донині.

## 1842–1996
На задній стіні приміщення був намальований сонячний годинник, на якому тінь стрілки показувала точну годину (при сонячній погоді) впродовж дня.
Всі п'ять найбільших дзвонів подарували миряни. Найбільший вагою 1500 кг, найменший — 500 кг. В одній із кімнат монастирського приміщення знаходилася книгозбірня, де зберігалися всі українські книжки, газети, журнали, які виходили в Галичині з 1848 року. На жаль, під час війни в 1944 р. значна частина бібліотеки згоріла. Монастир знову зазнав руйнації, тільки стіна, на якій була ікона, вціліла.
У післявоєнні роки час від часу навідувались в монастир енкаведисти. Після кожного такого відвідування з келій чи трапезної зникали то рушник, то ложечки, то скатертина. Але в усі часи потік прочан на Ясну Гору не припинявся.
У 1950 монастир припинив своє існування. Арештовані були священники, монахи. Багато ікон, золотих і позолочених речей було вилучено.
До 1978 у цьому приміщенні був дитячий будинок, церкву використовували як склад. А потім монастирські келії були базою відпочинку.

### Відродження
На початку 1990-х років відроджується життя у Гошівському монастирі. На пожертви віруючих були відремонтовані приміщення монастиря й церква. Єпископ м. Майнца (Німеччина) прислав групу експертів під керівництвом доктора Шпендлера, які врятували храм.
Німецькі спеціалісти встановили електронні дзвони, єдині в країні. Художники-реставратори з Дрогобича, Львова, Борислава провели за рік велику роботу — реставрували п'ять великих полотен XVIII ст. і намалювали 15 картин.
Освячення відродженої церкви відбулося 1996 року.

## «Цариця Карпат»
Ікона Гошівської Божої Матері — копія Ченстоховської ікони — належала до родини хорунжого Шугая. Під час пожежі, коли все його господарство згоріло дотла, залишилась недоторканою лише одна стіна — на ній висіла ікона. Згодом родина Шугаїв, рятуючись від татарських набігів, перебувала певний час у маєтку Гошовських, відтак і ця ікона змінила власників. В 1736 р. ікона заблисла великим сяйвом, а потім на обличчі Богородиці залишилась немовби роса, а з очей спливали сльози, що засвідчило багато людей і місцевий священик. Гошовський передав ікону в монастир, а митрополит Лев Шептицький, після проведення церковного розслідування, окремим декретом проголосив її чудотворною. Від того часу ікона Гошівської Богоматері прославилась багатьма чудами, які було детально розслідувані та зафіксовані в спеціальній книзі, та отримала назву «Цариця Карпат».
Наближалося 200-річчя перенесення чудотворної ікони Матері Божої до монастиря — 1937 рік. ікона потребувала відновлення, реставрації. «На лляному полотні розмірами 63,5 х 43 см, — описує автор книги „Цариця Карпатського краю“, — олійними фарбами була намальована Божа Матір з дитятком Іісусом. Обличчя Божої Матері і Дитятка — яснобрунатні, плащ Божої Матері — синій, сукня — вишнево-червона, одяг Дитятка Іісуса дещо ясніший, ніж плащ Богородиці, а корони — золотаві…» Згодом срібні оздоблення замінили на золоті, прикрасили коштовним камінням. А митрополит Андрей Шептицький поновив на чудотворній іконі печатки Атанасія Шептицького.

### Перекази про зцілення
Місцеві жителі переказують численні історії про зцілення людей, які протягом століть вервицею тягнуться до монастиря. Далекого 1770 року у Гошів їхала жінка, Марія Кульчицька, коли напувала в ріці коней, несподівано одна її дитина випала з воза і втопилася. Мати взяла на руки мертву дитину, занесла її до церкви і, впавши на коліна перед чудотворною іконою Божої Матері, сердечно молилася і раптом трапилось чудо — дитина ожила.
До кінця XVIII століття у «Монастирському літописі» налічувалось понад 100 записів про чудесні зцілення через заступництво Пресвятої Богородиці

### Ікона у роки Другої світової війни
У роки Другої світової війни, коли Червона армія обстрілювала німецький гарнізон, що розташовувався на Ясній горі, церква і монастирські будівлі загорілись. Однак вціліла одна стіна у храмі, на якій висіла ікона Богородиці і залишились живими монахи, які просили заступництва у Божої Матері. Це пригадують старі мешканці села Гошів.

### Зникнення ікони

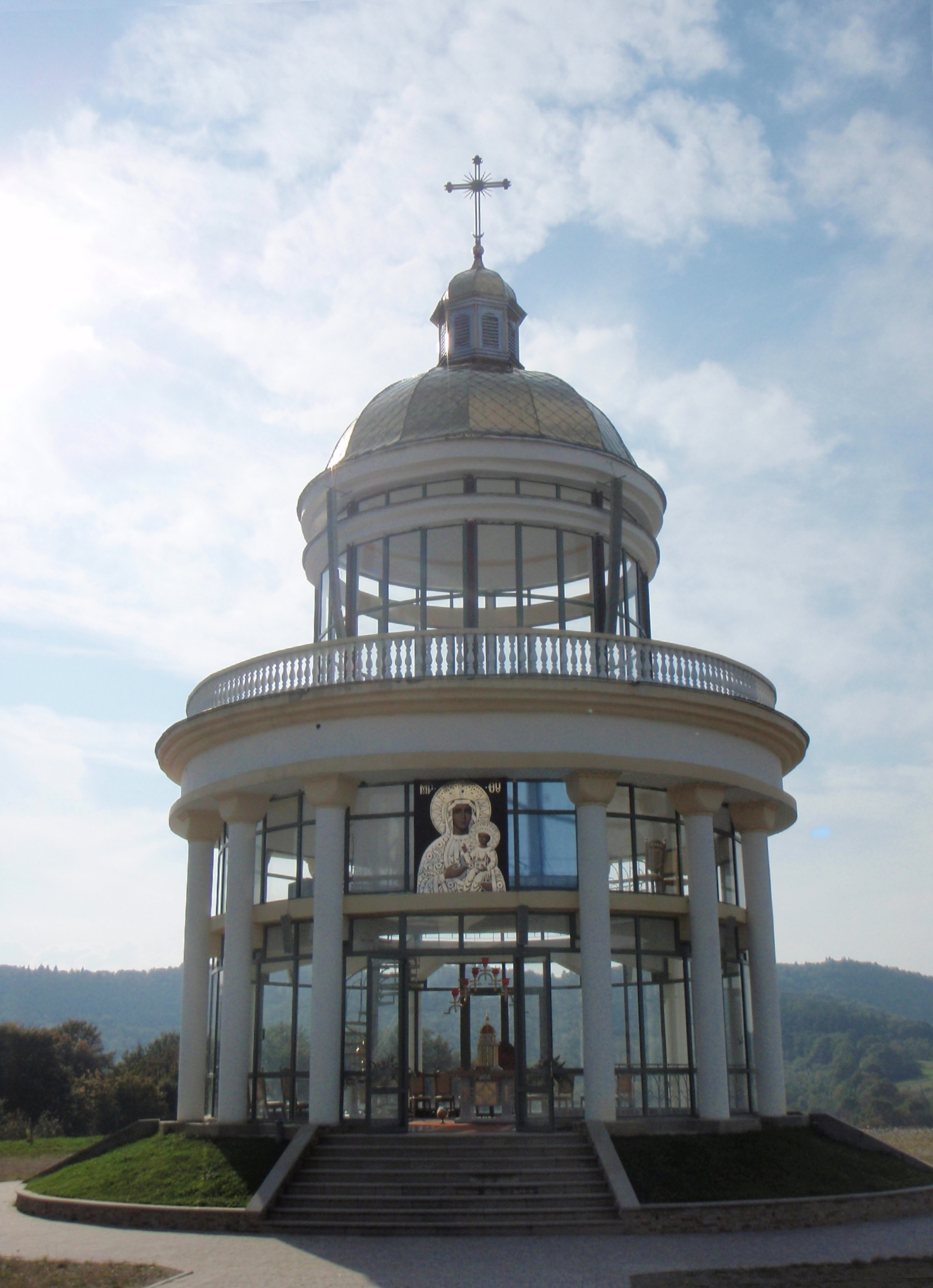
Каплиця у Гошівському монастирі

У 1950 році монастир на Ясній горі закрили, тут був притулок для дітей з особливими потребами. Розповіли мешканці, що один чоловік зрізав усі залізні хрести в монастирі, за що отримав у подарунок автомобіль, але невдовзі, за спогадами людей, той чоловік загинув в автомобільній аварії. Наприкінці 1970-х років у монастирі ще й облаштували склад, а згодом у келіях відпочивали працівники військового заводу.
У 1950-х роках зникла ікона Богородиці. Хтось каже, що її вивезли в Сибір, хтось — за кордон, версій чимало, але, на жаль, донині монахи не можуть знайти оригінал ікони, її шати та корону.

### Відтворення копії «Цариці Карпат»
Український іконописець отець Ювеналій Мокрицький кілька років відтворював у Римі копію Владичиці Ясної Гори. Освятив її Папа Римський Іван Павло ІІ.

### Коронування
У 2009 р. Папа Римський Бенедикт XVI благословив і освятив золоті корони для Гошівської чудотворної ікони Божої Матері. Апостольська столиця надала Гошівському монастиреві декрет про оголошення його Базилікою і прилучення до великих Марійних відпустових місць католицької церкви в усьому світі. На Успіння Пресвятої Богородиці, 28 серпня, на Ясній Горі відбулося коронування ікони Богородиці. Уже майже три століття тисячі паломників моляться біля ікони Матері Божої з думкою про зцілення власної душі й тіла, з проханням заступництва Богородиці для своєї родини, з надією та вірою.
Коронація означає, що церква немовби канонізує ікону, визнає її чудотворною, до якої люди можуть йти з паломництвом, звертатись молитвою.

## Галерея

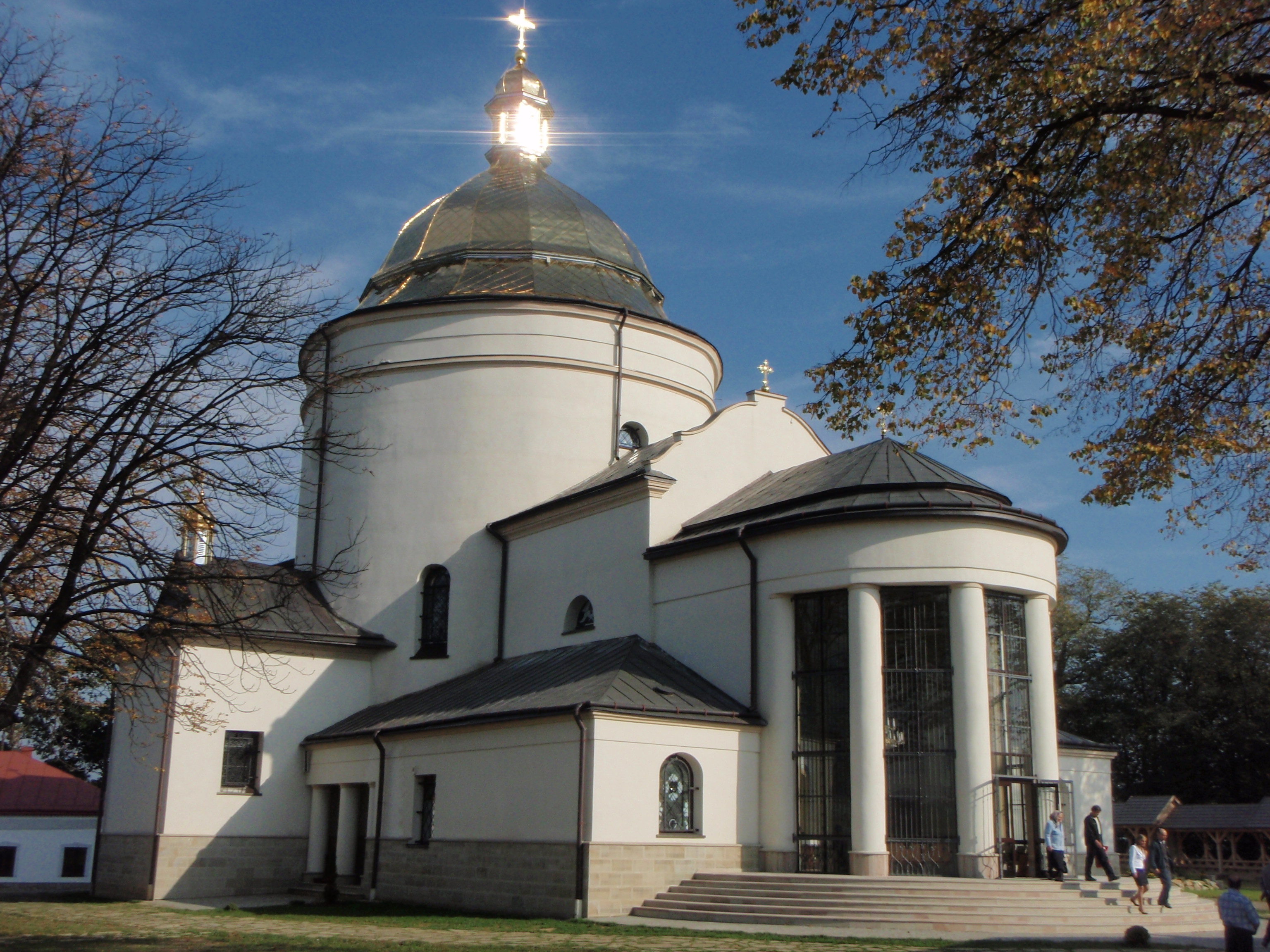
Церква Гошівського монастиря
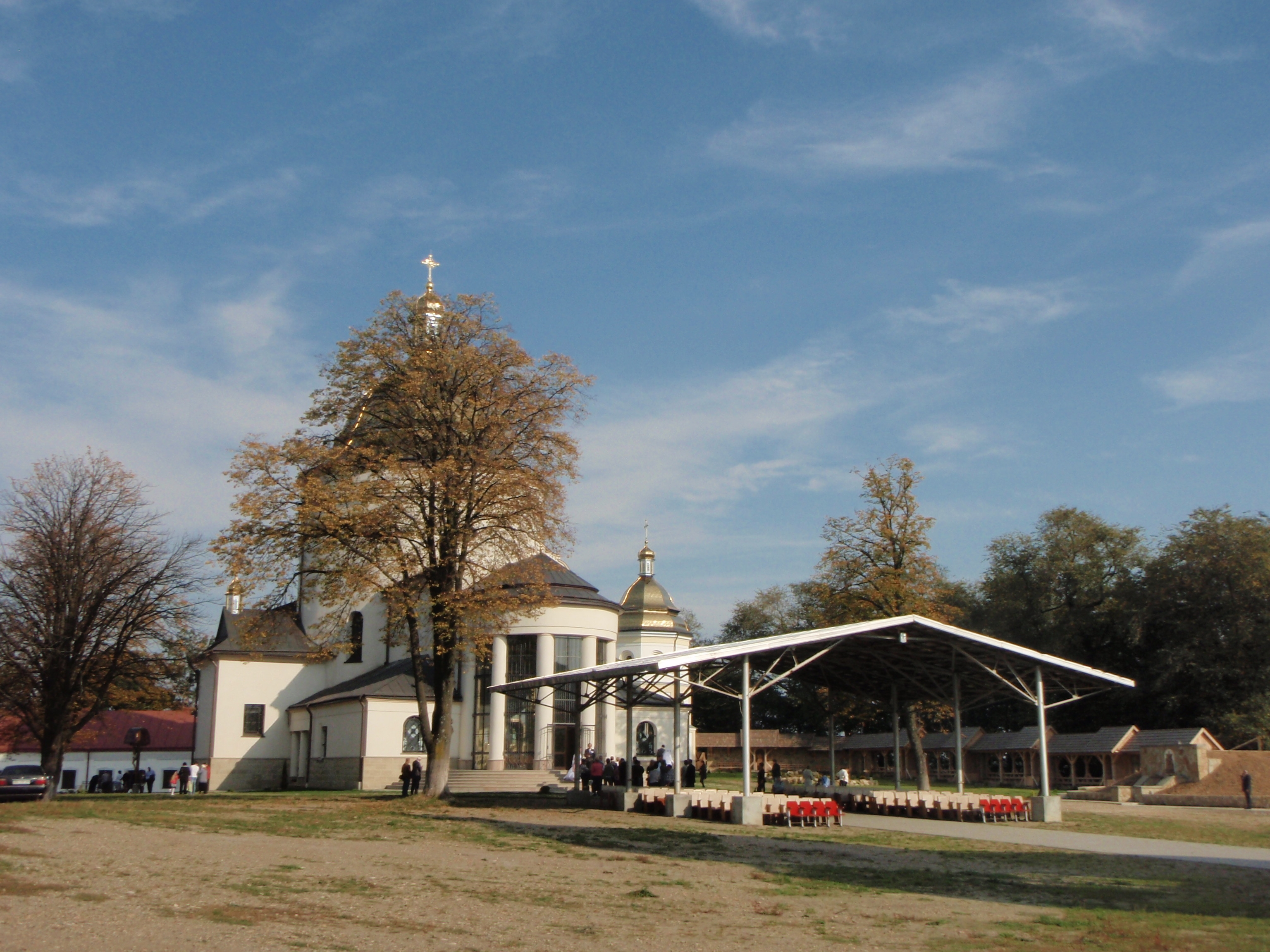
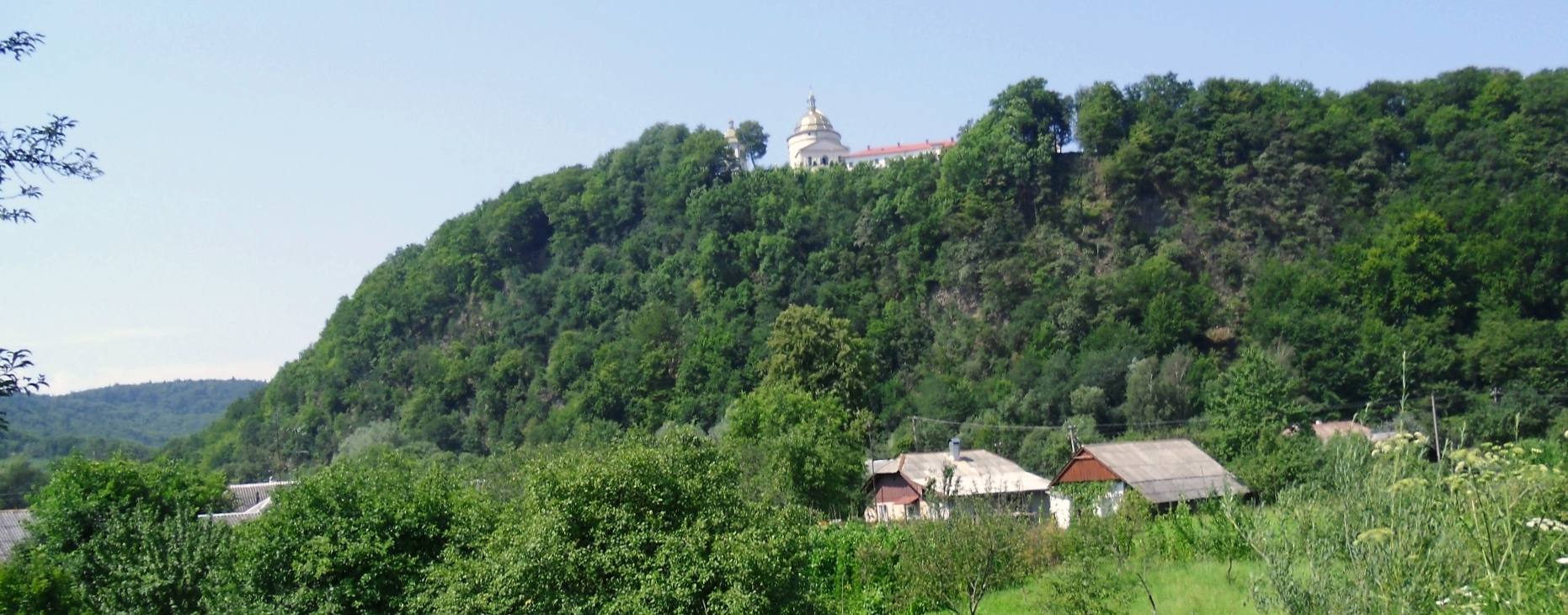